# Меланж (окисник)
Меланж – це окиснювач рідкого палива. Небезпечні рідини є сумішшю концентрованої азотної кислоти до 73%, окису азоту до 24%, води до 2% та різних добавок (інгібіторів корозії) до 1%. Це агресивна, рухома та летюча рідина від світло-оранжевого до темно-вишневого кольору, наполовину важча за воду.
Температура кипіння речовини становить 86 градусів. При потраплянні у воду меланж викликає бурхливу реакцію з виділенням великої кількості високотоксичного окису азоту. Отруєння можливе при вдиханні парів, при потраплянні на поверхню шкіри – викликає хімічні опіки різної ступені важкості.
Для окиснення палива вживаються такі типи: Меланж-20Ф, Меланж-20і, Меланж-20К, Меланж-27і, Меланж-27П.